# Gopālur
Gopālur är en ort i Indien.   Den ligger i distriktet Mahbūbnagar och delstaten Telangana, i den södra delen av landet, 1 300 km söder om huvudstaden New Delhi. Gopālur ligger 381 meter över havet och antalet invånare är 3 324.
Terrängen runt Gopālur är platt, och sluttar söderut. Runt Gopālur är det ganska tätbefolkat, med 239 invånare per kvadratkilometer. Det finns inga andra samhällen i närheten. Trakten runt Gopālur består till största delen av jordbruksmark.